# Boyd (Minnesota)
Boyd ist eine Kleinstadt (mit dem Status „City“) im Lac qui Parle County im US-amerikanischen Bundesstaat Minnesota. Nach dem Zenus 2020 hatte Boyd 141 Einwohner.

## Geografie
Boyd liegt im Südwesten Minnesotas auf 44°50′55″ nördlicher Breite, 95°54′11″ westlicher Länge und erstreckt sich über 1,35 km². Innerhalb des Counties liegt Boyd im Südosten, im Ten Mile Lake Township.
Benachbarte Orte von Boyd sind Montevideo (24,2 km nordöstlich), Granite Falls (30,8 km ostsüdöstlich), Clarkfield (14,2 km südöstlich) und Dawson (19,5 km nordwestlich).
Die nächstgelegenen größeren Städte sind Minneapolis (236 km östlich), Minnesotas Hauptstadt Saint Paul (252 km in der gleichen Richtung), Rochester (344 km südöstlich), Sioux Falls in South Dakota (197 km südsüdwestlich) und Fargo in North Dakota (270 km nordnordwestlich).

## Geschichte
Boyd ist ein Eisenbahnort, der 1884 angelegt wurde. Den Namen wählte die Bahngesellschaft, die Minneapolis and St. Louis Railroad, aus. Die Gemeinde gründete sich im Jahr 1893.

## Verkehr
Im Stadtgebiet von Boyd befindet sich der südliche Endpunkt der Minnesota State Route 275. Alle weiteren Straßen innerhalb von Boyd sind untergeordnete Landstraßen, teilweise unbefestigte Fahrwege oder innerstädtische Verbindungsstraßen.
Durch Boyd verläuft eine Nebenbahn der BNSF Railway (Hanley Falls–Madison).

Der nächste größere Flughafen ist der Minneapolis-Saint Paul International Airport, 233 km östlich.